# دستورالعمل زندگی
دستورالعمل زندگی (لهستانی: Przepis na życie) یک مجموعهٔ تلویزیونی کمدی-درام لهستانی است که در سال ۲۰۱۱ منتشر شد.

## گزیدهٔ بازیگران
- ماگدالنا کومورک
- بوریس شیتس
- دوروتا کولاک
- پیوتر آدامچیک
- مایا اوشتاشفسکا
- ادیتا اولشوفکا
- ماریوش درنژک
- وویچیخ کالاروس
- کلاودیا هالیچو
- ایوونا بیلسکا
- مارتا دامبروفسکا
- سواوومیر اوژخوفسکی
- ماگدالنا پوپوافسکا
- دانوتا بورسوک
- یژی فدوروویچ
- رافائو زاویروخا
- یان انگلرت
- آنتونینا گیریچ
- یوآنا دارک
- دوروتا نوواکوفسکا
- پیوتر استراموفسکی
- مارتا دامبروفسکا
- اوروشولا گرابوفسکا
- ماگدالنا شیبال
- لسواف ژورک
- مارتا دوبتسکا
- داوید زاوادزکی
- سباستیان فابیانسکی
- یوزف پاووفسکی
- پشمیسواف بلوشچ
- آنا ساموشونک
- روبرت گونِرا
- کاتاژینا آنکودوویچ
- توماش اشتوکینگر
- ماگدالنا اسمالارا
- توماش کارولاک
- میخاو ژورافسکی
- ماگدالنا امیلیانوویچ
- مارتا اویژینسکا
- فیلیپ پوآویاک
- آرکادیوش یانیچک
- آنا ماتیشاک

## رتبه‌بندی
| فصل | قسمت | زمان پخش         | آغاز پخش       | پایان پخش      | فصل        | تعداد بینندگان (به میلیون نفر) | میانگین سهم پخش (۴۹–۱۶) |
| --- | ---- | ---------------- | -------------- | -------------- | ---------- | ------------------------------ | ----------------------- |
| ۱   | ۱۳   | یکشنبه‌ها ۹:۲۵ شب | ۶ مارس ۲۰۱۱    | ۲۹ مه ۲۰۱۱     | بهار ۲۰۱۱  | ۳٫۱۷                           | ۲۵٫۸٪                   |
| ۲   | ۱۳   | سه‌شنبه‌ها ۹:۳۰ شب | ۶ سپتامبر ۲۰۱۱ | ۲۹ نوامبر ۲۰۱۱ | پائیز ۲۰۱۱ | ۲٫۸۴                           | ۲۵٫۶٪                   |
| ۳   | ۱۳   | سه‌شنبه‌ها ۹:۳۰ شب | ۶ مارس ۲۰۱۲    | ۲۹ مه ۲۰۱۲     | بهار ۲۰۱۲  | ۲٫۷۰                           | ۲۴٫۴٪                   |
| ۴   | ۱۳   | یکشنبه‌ها ۹ شب    | ۲۴ فوریه ۲۰۱۳  | ۱۹ مه ۲۰۱۳     | بهار ۲۰۱۳  | ۲٫۴۰                           | ۱۹٫۴٪                   |
| ۵   | ۱۳   | یکشنبه‌ها ۹ شب    | ۱ سپتامبر ۲۰۱۳ | ۲۴ نوامبر ۲۰۱۳ | پائیز ۲۰۱۳ | ۲٫۲۷                           | ۱۹٫۳٪                   |